# Synelmis acuminata
Synelmis acuminata är en ringmaskart som beskrevs av Wolf 1986. Synelmis acuminata ingår i släktet Synelmis och familjen Pilargidae.
Artens utbredningsområde är Mexikanska golfen. Inga underarter finns listade i Catalogue of Life.